# Elisabeth Palm-Schön
Elisabeth Palm-Schön född 27 juli 1756 i Konstantinopel i Osmanska riket, död 27 juni 1786 på Seglingsbergs bruk i Ramnäs socken, var en svensk konstnär.

## Biografi
Elisabeth Palm var dotter till generalkonsuln Cornelius Asmund Palm och Eva van Bruyn som var av nederländsk adel. Vidare var hon syster till etsaren Maria Palm-Hebbe.
Hon studerade konst för Jacob Gillberg 1770. Palm-Schön är representerad vid Kungliga biblioteket och Nationalmuseum med två landskapsetsningar.
Palm gifte sig 23 april 1776 i Stockholm med grosshandlaren och brukspatronen Johan Schön.

## Arbeten i urval
Etsningar

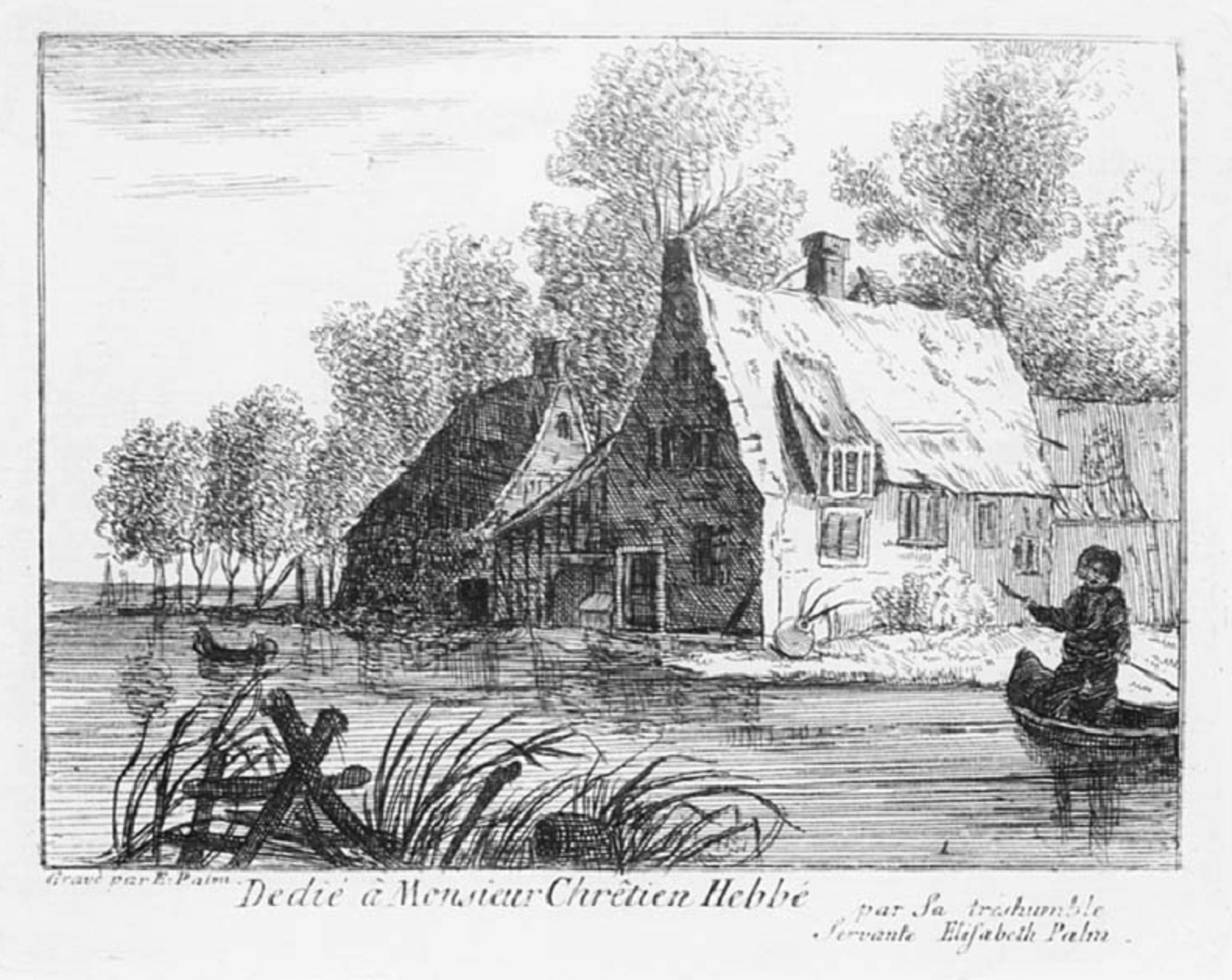
Hyddorna på stranden
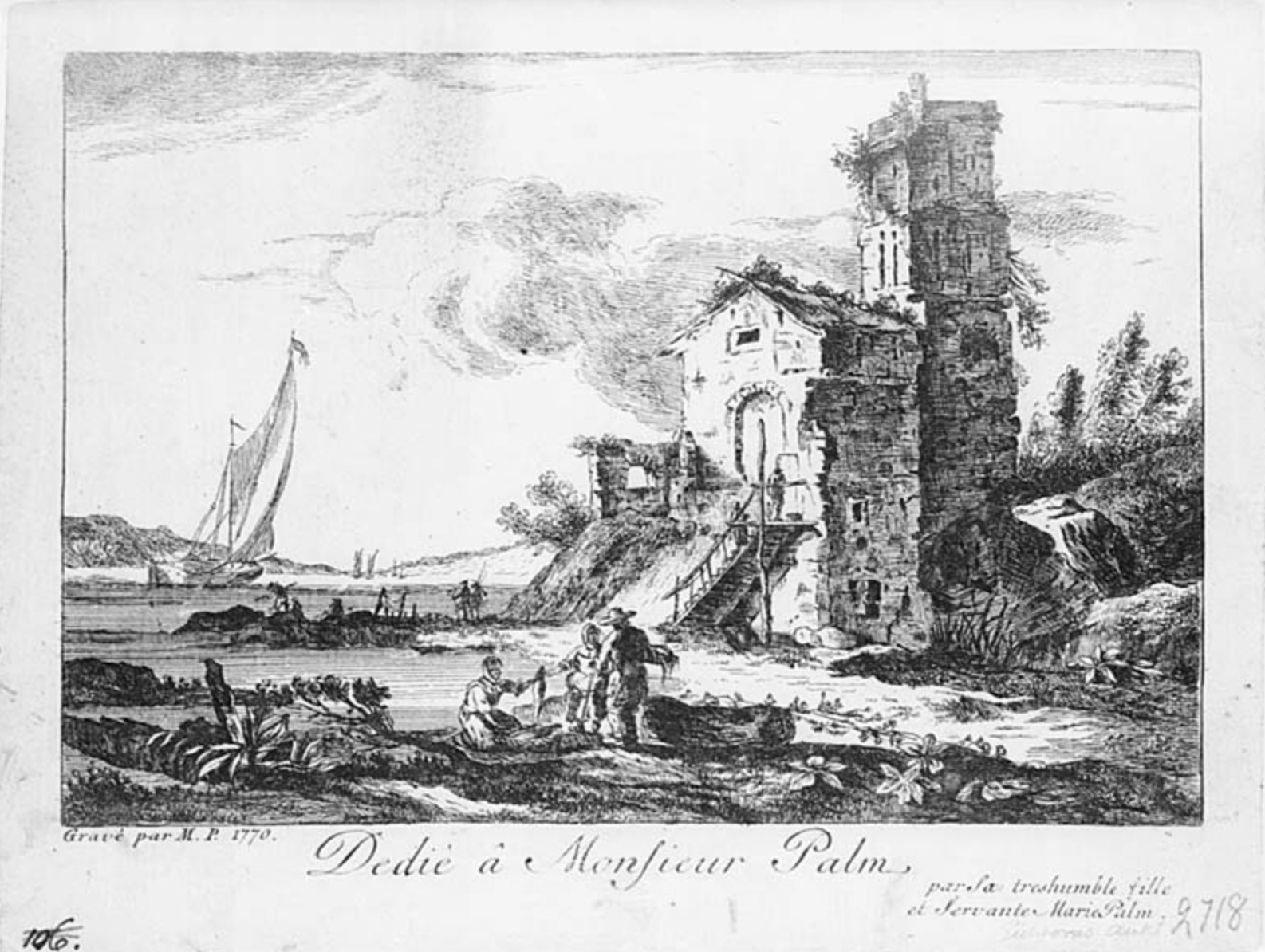
Flodlandskap med ruin